# Athletic Newham F.C.
Câu lạc bộ bóng đá Athletic Newham là một câu lạc bộ bóng đá có trụ sở tại Luân Đôn, Anh. Đội hiện đang là thành viên của  Essex Senior League và chơi tại Sân vận động Terence McMillan ở Plaistow.

## Lịch sử
Câu lạc bộ được thành lập vào năm 2015 với tư cách là một đội trẻ, sau đó được gọi là Lopes Tavares London, trước khi chuyển sang bóng đá người lớn vào mùa giải tiếp theo, tham gia Premier Division của Essex Alliance Football League. Đội đã chơi tại Memorial Recreation Ground in West Ham. Họ đã đứng thứ 8 trong mùa giải đầu tiên và thứ 5 trong mùa giải 2017-18, trước khi đăng ký thành công để tham gia hạng Division One South mới của Eastern Counties Football League cho mùa giải 2018-19. Vào ngày 27 tháng 8 năm 2020, câu lạc bộ thông báo đổi tên câu lạc bộ thành Athletic Newham.

## Sân vận động
Câu lạc bộ thi đấu tại Sân vận động Terence McMillan. Sân vận động có một khán đài với chỗ ngồi cho 192 khán giả. Sân vận động được đặt theo tên của Thị trưởng đầu tiên của Newham. Câu lạc bộ chia sẻ sân với Clapton.

## Kỉ lục
- Vị trí cao nhất giải quốc nội: thứ 16 ở Eastern Counties League South, 2018-19
- Thành tích tốt nhất tại FA Vase: Vòng Một, 2019-20